# René Bolf
René Bolf (* 25. února 1974, Valašské Meziříčí) je bývalý český obránce a reprezentant. Zúčastnil se Mistrovství Evropy v roce 2004, kde česká reprezentace získala bronzové medaile.
Na klubové úrovni nastupoval za Karvinou a Baník Ostrava a Spartu Praha, se Spartou vyhrál v sezóně 1999/00 titul, s Baníkem jej vyhrál v sezóně 2003/04. Následně strávil tři roky ve francouzském prvoligovém Auxerre, které vyhrálo národní pohár.
Později se vrátil do Baníku Ostrava a nakonec ještě do Karviné. Jeho doménou byla hra hlavou.

## Klubová kariéra

### Začátek kariéry a angažmá ve Spartě
Roku 1994 se jako 20letý propracoval do týmu Karviné, která se v sezóně 1994/95 představila v nejvyšší lize. Po ní jej získal celek Baník Ostrava, kde strávil čtyři roky a zařadil se mezi opory a nejlepší stopery ligy.
Vrcholem bylo čtvrté místo v sezóně 1997/98.
V roce 1999 v létě započalo Bolfovo angažmá v pražské Spartě, která jej získala na hostování.
Ostravský klub obdržel za Bolfa a dalšího odchozího Libora Sionka částku 20 milionů korun.
Dne 22. srpna 1999 nastoupil k ligovému utkání čtvrtého kola na hřišti Teplic, ve kterém byl v 66. minutě vyloučen. Navzdory tomu svěřenci trenéra Ivana Haška vyhráli 4:2.
Ve dresu Sparty si zahrál Ligu mistrů a k tomu vybojoval v této sezóně mistrovský titul a na podzim měl namířeno k dalšímu, v listopadu mu však klubové vedení sdělilo, že s ním nepočítá pro základní sestavu.
Bolf proto Spartu opustil a zamířil zpět do Baníku.
Do Baníku přestoupil za částku 17,5 milionu korun společně s Martinem Proházskou, Bolf podepsal smlouvu na tři roky.

### Baník Ostrava a mistrovský titul
V únoru roku 2002 byla Bolfovi jeho spoluhráči svěřena role kapitána, ten předchozí – Milan Baroš – zamířil do ciziny.
Ve 26. kole tehdejší Gambrinus ligy 12. dubna rozhodl jediným gólem utkání střet se Spartou.
Na podzim téhož roku se umístil na 14. příčce v české variantě ankety Zlatý míč pro nejlepšího hráče.
V průběhu sezóny 2003/04 se Baník pustil do bojů o titul a toto tažení nastartoval domácí červencovou výhrou 3:1 nad Českými Budějovicemi. Na té nic nezměnil ani Bolfův vlastní gól v závěru utkání.
V domácím utkání 11. kola proti Příbrami 18. října před zaplněným stadionem Bazaly otevřel skóre, když po centru Martina Čížka přesnou hlavičkou překonal soupeřova gólmana. Ačkoliv Bolf způsobil faul na Horsta Siegla, ze kterého Příbram vyrovnala, vyhráli nakonec domácí 3:1 a prodloužili neporazitelnost v sezóně o další ligové utkání.
Tým později dvě porážky utrpěl, dvě kola před koncem ovšem čelil reálné šanci stát se mistrem české ligy. Na hřišti Sigmy Olomouc 2. května se Bolf po 15 minutách prosadil hlavou, když jej našel rohový kop Radoslava Látala. Vítězný gól přiřkl Baníku Ostrava historicky čtvrtý titul a první titul od roku 1981.

### Auxerre
Po evropském turnaji Euro 2004 si vyzkoušel zahraniční angažmá ve francouzském Auxerre, kterému dal přednost před Spartou i možností zahrát si Ligu mistrů s Baníkem.
Stal se náhradou za odešlé stopery Philippa Mexèse a Jeana-Alaina Boumsonga a v týmu Guye Rouxe si vydobyl pozici v základní sestavě.
Ve druhém kole Ligue 1 v domácím prostředí proti Stade Rennais pomohl dvěma góly vyhrát výsledkem 3:1.
Společně s Auxerre dokráčel do jarního čtvrtfinále Poháru UEFA, ve kterém nemohl pomoci Auxerre proti pozdějšímu vítězi CSKA Moskva. Finále národního poháru Coupe de France proti Sedanu se kvůli zranění rovněž nemohl zúčastnit. Pohárové vyvrcholení konané 4. června 2005 ale Auxerre po výhře 2:1 zvládlo.
Po sezóně, v níž se tým umístil osmý, nadešla trenérská změna, když dorazil Jacques Santini. Auxerre odehrálo 25. července 2005 superpohárový duel v rámci Trophée des champions proti ligovému mistrovi Lyonu, prohrálo však 1:4. Bolf odehrál posledních 15 minut.
Ve čtvrtém ligovém kole ve stoperské dvojici s Jeanem-Pascalem Mignotem nezamezil vysoké prohře 0:7 na hřišti Lens, tedy nejvyššímu debaklu v klubové historii, ačkoliv tým v předchozích zápasech ani jednou neinkasoval.
V této sezóně Auxerre obsadilo šestou příčku.
Kvůli zdravotním potížím se zády ale ve druhé sezóně často chyběl a ve třetí v Auxerre v listopadu předčasně skončil.
Vrátil se proto zpět do Baníku.

### Návrat do Ostravy a Karviné
První zápas v české lize po návratu z Francie odehrál 2. března 2008. Baník Ostrava v 19. kole udržel s jeho přispěním jarní neporazitelnost proti Viktorii Plzeň díky vítězství 4:0 nad Západočechy.
Na začátku další sezóny se Baník představil v zápasech evropských pohárů, v 1. kole Poháru UEFA však nestačil na moskevský Spartak. Na konci října 2008 si gólovou připsal trefu v lize proti Zlínu při výhře 5:2, v následujícím utkání domácího Poháru ČMFS proti Mutěnicím se zranil.
Naposledy oblékal dres klubu MFK OKD Karviná.
V zimní přestávce 2012/13 se rozhodl ukončit svou dlouhou profesionální fotbalovou kariéru. Pokračoval však v nižších soutěžích v krajském přeboru. Na podzim 2013 nastupoval za Modrou hvězdu Vigantice a na jaře 2014 hájil klubový dres Rožnova pod Radhoštěm.

## Reprezentační kariéra
Reprezentační premiéru si odbyl za působení Jozefa Chovance proti Slovinsku v přátelském utkání hraném 16. srpna 2000, která skončila výhrou slovinských hostů 1:0.
Další start si připsal až pod novým trenérem Karlem Brücknerem o dva roky později v dalším „přáteláku“ proti Řecku (0:0).
V kvalifikaci hrál pravidelně a odehrál jako jediný hráč v poli všech osm zápasů, při nichž tým obdržel gól „jen“ pětkrát. V průběhu června byl Bolf nominován na EURO 2004 v Portugalsku.
Bolf si zahrál první zápas Eura proti Lotyšsku 15. června, ve kterém Češi prohrávali 0:1, ale dokázali otočit na 2:1.
Z důvodu nemoci ale o čtyři dny později nemohl nastoupit k duelu s Nizozemskem, ve kterém český tým opět zcela otočil výsledek a vyhrál 3:2.
Pro třetí skupinový zápas s Německem byl již fit, v něm již postupující Česká republika porazila 23. června svého soupeře 2:1, sám Bolf odehrál celé utkání.
Čtvrtfinále konané 27. června proti Dánsku Češi po výhře 3:0 zvládli, ale Bolfa byl trenér Brückner nucen vystřídat, proto v 64. minutě nastoupil David Rozehnal.
Navzdory obavám se Bolf 1. července postavil do základní jedenáctky semifinálového utkání proti Řecku, znovu do stoperské dvojice po bok Tomáše Ujfalušiho.
Utkání s budoucím vítězem Eura došlo za nerozhodného stavu 0:0 do prodloužení, ve kterém v nastaveném čase prvního dějství vsítil hlavou vítězný stříbrný gól řecký obránce Traianos Dellas, který se vysmýkl osobní obraně Bolfa.
Bolf sehrál zraněními limitovanou roli v kvalifikaci na Mistrovství světa 2006 pořádané Německem. Zářijová porážka 0:1 proti Rumunsku v roce 2005 byla jeho posledním utkáním v reprezentaci.
Zápasy René Bolfa v A-mužstvu české reprezentace 
| Rok    | Zápasy | Góly |
| ------ | ------ | ---- |
| 2000   | 1      | 0    |
| 2002   | 6      | 0    |
| 2003   | 9      | 0    |
| 2004   | 14     | 0    |
| 2005   | 4      | 0    |
| Celkem | 34     | 0    |

- celkem odehrál v reprezentačním A-mužstvu 34 zápasů (22 výher, 6 remíz, 6 proher, strávil na hřišti 2 666 minut), gól nevstřelil.[39]

## Rodina
Je ženatý, s manželkou Vladislavou má dvě dcery a jednoho syna: Natálii, Terezu a Kristiána.
Jeho synovec Jakub Bolf se též věnuje fotbalu.